# Ophiomorus nuchalis
Ophiomorus nuchalis là một loài thằn lằn trong họ Scincidae. Loài này được Nilson & Andren mô tả khoa học đầu tiên năm 1978.